# Ophiopeza petersi
Ophiopeza petersi är en ormstjärneart som beskrevs av George Richard Lyman 1878. Ophiopeza petersi ingår i släktet Ophiopeza och familjen Ophiodermatidae. Inga underarter finns listade i Catalogue of Life.